# Чэнь Цюшэн
Чэнь Цюшэ́н (кит. трад. 陳秋盛, пиньинь Chén Qiūshèng; 9 июля 1942 — 9 апреля 2018), также известный как Феликс Чен (англ. Felix Chen) — тайваньский дирижёр.

## Биография
Родился на территории современного уезда Мяоли во времена, когда Тайвань был частью Японской империи. Получил музыкальное образование как скрипач, в 1959 году выиграл на Тайване региональный конкурс скрипачей. Далее учился игре на скрипке в Мюнхенской высшей школе музыки. В 1969—1971 гг. играл в различных оркестрах Тайваня, после чего отправился в Австрию для изучения дирижирования. Вернувшись на Тайвань в 1973 году, сотрудничал преимущественно с Тайваньским провинциальным симфоническим оркестром. Наибольшую известность получил как многолетний руководитель Тайбэйского симфонического оркестра (1986—2003); во главе оркестра, помимо прочего, осуществил ряд оперных постановок, которые в этот период практически были единственными на Тайване; в конце концов, однако, вынужден был уйти в отставку на фоне так и не подтверждённых документально обвинений в финансовых злоупотреблениях — по мнению местной критики, его отставка стала для оркестра катастрофой.
Значительную часть времени посвящал педагогической работе. Среди его учеников — ведущие тайваньские дирижёры Чэнь Вэньпинь и Люй Шаоцзя.